# Karl Ludwig Hencke
| 5 Astraea | 8 de dezembro de 1845 |
| 6 Hebe    | 1 de julho de 1847    |

Karl Ludwig Hencke (8 de abril, 1793 - 25 de setembro, 1866) foi um astrônomo alemão.
O asteroide 2005 Hencke foi assim batizado em sua homenagem.